# Сіріус (Штокгаузен)
Сіріус (нім. Sirius) — музичний твір Карлгайнца Штокгаузена для труби, бас-кларнета, сопрано, баса та електронної музичної доріжки. Композитор написав Сіріус протягом 1975–1977 років.

## Структура твору
Сіріус складається із трьох основних розділів:
- Виява (Presentation)
- Колесо (Wheel)
- Оповіщення (Annunciation)

Центральний розділ, Колесо, складається з 4 розділів-сезонів, що побудовані на мелодіях Знаків зодіаку (давнішого твору композитора), та названі за основною мелодією (яку нижче виділено нахиленим шрифтом):
- Рак — Лев — Діва
- Терези — Скорпіон — Стрілець
- Козоріг — Водолій — Риби
- Овен — Телець — Близнята

Залежно від того, у яку пору року виконується твір, вибирається порядок розділів колеса: починати слід із того сезону, який відповідає часу виконання, і перейти усі розділи в порядку пір року.